# Català SC
Català Sport Club of Català Futbol Club is een voormalige Spaanse voetbalclub uit de Catalaanse stad Barcelona.

## Geschiedenis
Català SC werd opgericht op 21 oktober 1899, als eerste voetbalclub in de stad Barcelona. De club speelde kort daarna de eerste wedstrijd tegen FC Barcelona, dat korte tijd na Català SC was opgericht. Català SC was een van de eerste leden van de Federació Catalana de Futbol, de Catalaanse voetbalbond. Aanvankelijk speelden alleen Catalanen bij de club, maar later werden ook buitenlanders toegelaten als leden bij Català SC, zoals verschillende Schotten. Català SC degradeerde in 1915 met nul punten uit acht wedstrijden met een doelsaldo van -60. Aan het einde van de jaren twintig werd de club opgeheven, nadat Català SC meerdere seizoenen in de Campionat de Catalunya had gespeeld.